# Juan Sebastián Cabal
Juan Sebastián Cabal Valdés (ur. 25 kwietnia 1986 w Cali) – kolumbijski tenisista, zwycięzca Australian Open 2017 w grze mieszanej, Wimbledonu 2019 i US Open 2019 w grze podwójnej, reprezentant kraju w Pucharze Davisa, olimpijczyk z Rio de Janeiro (2016) i Tokio (2020). Od 15 lipca 2019 do 2 lutego 2020 lider rankingu ATP deblistów.

## Kariera tenisowa
Zawodowy tenisista w latach 2005–2023.
W singlu wygrał 1 turniej rangi ATP Challenger Tour.
W grze podwójnej wygrał 20 turniejów rangi ATP Tour z 46 osiągniętych finałów. Wśród zdobytych przez Kolumbijczyka tytułów są mistrzostwa za Wimbledon i US Open w sezonie 2019, a partnerował Robertowi Farahowi.
Pod koniec stycznia 2017 Cabal zatriumfował wspólnie z Abigail Spears w konkurencji gry mieszanej na Australian Open. W finale pokonali 6:2, 6:4 Sanię Mirzę i Ivana Dodiga.
Od kwietnia 2008 roku Cabal reprezentował Kolumbię w Pucharze Davisa, rozgrywając w zawodach 9 spotkań singlowych, z których 7 wygrał, oraz 28 pojedynków deblowych, z których triumfował 17-krotnie.
W 2011 roku podczas igrzysk panamerykańskich w Guadalajarze Cabal wywalczył złoty medal w deblu, w parze z Robertem Farahem.
W 2016 zagrał w deblu na igrzyskach olimpijskich w Rio de Janeiro, ponosząc porażkę w 2. rundzie. Podczas igrzysk olimpijskich w Tokio (2020) Cabal razem z Farahem awansowali do ćwierćfinału debla.
W rankingu gry pojedynczej Cabal najwyżej był na 184. miejscu (28 lutego 2011), a w klasyfikacji gry podwójnej na 1. pozycji (15 lipca 2019).

### Finały w turniejach ATP Tour
| Legenda                                      |
| -------------------------------------------- |
| Wielki Szlem                                 |
| Igrzyska olimpijskie                         |
| Tennis Masters Cup / ATP Finals              |
| ATP Masters Series / ATP Tour Masters 1000   |
| ATP International Series Gold / ATP Tour 500 |
| ATP International Series / ATP Tour 250      |

#### Gra podwójna (20–26)
| Końcowy wynik | Nr  | Data                 | Turniej                    | Nawierzchnia   | Partner            | Przeciwnicy                           | Wynik finału                        |
| ------------- | --- | -------------------- | -------------------------- | -------------- | ------------------ | ------------------------------------- | ----------------------------------- |
| Finalista     | 1.  | 4 czerwca 2011       | French Open, Paryż         | Ceglana        | Eduardo Schwank    | Daniel Nestor Maks Mirny              | 6:7(3), 6:3, 4:6                    |
| Finalista     | 2.  | 23 czerwca 2012      | ’s-Hertogenbosch           | Trawiasta      | Dmitrij Tursunow   | Robert Lindstedt Horia Tecău          | 3:6, 6:7(1)                         |
| Finalista     | 3.  | 25 maja 2013         | Nicea                      | Ceglana        | Robert Farah       | Johan Brunström Raven Klaasen         | 3:6, 2:6                            |
| Finalista     | 4.  | 5 stycznia 2014      | Brisbane                   | Twarda         | Robert Farah       | Mariusz Fyrstenberg Daniel Nestor     | 7:6(4), 4:6, 7–10                   |
| Finalista     | 5.  | 8 lutego 2014        | Viña del Mar               | Ceglana        | Robert Farah       | Oliver Marach Florin Mergea           | 3:6, 4:6                            |
| Zwycięzca     | 1.  | 23 lutego 2014       | Rio de Janeiro             | Ceglana        | Robert Farah       | David Marrero Marcelo Melo            | 6:4, 6:2                            |
| Finalista     | 6.  | 2 marca 2014         | São Paulo                  | Ceglana (hala) | Robert Farah       | Guillermo García-López Philipp Oswald | 7:5, 4:6, 13–15                     |
| Finalista     | 7.  | 29 marca 2014        | Miami                      | Twarda         | Robert Farah       | Bob Bryan Mike Bryan                  | 6:7(8), 4:6                         |
| Finalista     | 8.  | 20 lipca 2014        | Bogota                     | Twarda         | Nicolás Barrientos | Sam Groth Chris Guccione              | 6:7(5), 7:6(3), 9–11                |
| Zwycięzca     | 2.  | 23 sierpnia 2014     | Winston-Salem              | Twarda         | Robert Farah       | Jamie Murray John Peers               | 6:3, 6:4                            |
| Zwycięzca     | 3.  | 15 lutego 2015       | São Paulo                  | Ceglana (hala) | Robert Farah       | Paolo Lorenzi Diego Schwartzman       | 6:4, 6:2                            |
| Zwycięzca     | 4.  | 23 maja 2015         | Genewa                     | Ceglana        | Robert Farah       | Raven Klaasen Lu Yen-hsun             | 7:5, 4:6, 10–7                      |
| Finalista     | 9.  | 26 lipca 2015        | Båstad                     | Ceglana        | Robert Farah       | Jérémy Chardy Łukasz Kubot            | 7:6(6), 3:6, 8–10                   |
| Finalista     | 10. | 2 sierpnia 2015      | Hamburg                    | Ceglana        | Robert Farah       | Jamie Murray John Peers               | 6:2, 3:6, 8–10                      |
| Finalista     | 11. | 11 października 2015 | Tokio                      | Twarda         | Robert Farah       | Raven Klaasen Marcelo Melo            | 6:7(5), 6:3, 7–10                   |
| Zwycięzca     | 5.  | 14 lutego 2016       | Buenos Aires               | Ceglana        | Robert Farah       | Íñigo Cervantes Paolo Lorenzi         | 6:3, 6:0                            |
| Zwycięzca     | 6.  | 21 lutego 2016       | Rio de Janeiro             | Ceglana        | Robert Farah       | Pablo Carreño-Busta David Marrero     | 7:6(5), 6:1                         |
| Finalista     | 12. | 1 maja 2016          | Monachium                  | Ceglana        | Robert Farah       | Henri Kontinen John Peers             | 3:6, 6:3, 7–10                      |
| Zwycięzca     | 7.  | 21 maja 2016         | Nicea                      | Ceglana        | Robert Farah       | Mate Pavić Michael Venus              | 4:6, 6:4, 10–8                      |
| Zwycięzca     | 8.  | 23 października 2016 | Moskwa                     | Twarda (hala)  | Robert Farah       | Julian Knowle Jürgen Melzer           | 7:5, 4:6, 10–5                      |
| Zwycięzca     | 9.  | 19 lutego 2017       | Buenos Aires               | Ceglana        | Robert Farah       | Santiago González David Marrero       | 6:1, 6:4                            |
| Finalista     | 13. | 26 lutego 2017       | Rio de Janeiro             | Ceglana        | Robert Farah       | Pablo Carreño-Busta Pablo Cuevas      | 4:6, 7:5, 8–10                      |
| Finalista     | 14. | 30 kwietnia 2017     | Budapeszt                  | Ceglana        | Robert Farah       | Brian Baker Nikola Mektić             | 6:7(2), 4:6                         |
| Zwycięzca     | 10. | 7 maja 2017          | Monachium                  | Ceglana        | Robert Farah       | Jérémy Chardy Fabrice Martin          | 6:3, 6:3                            |
| Finalista     | 15. | 27 maja 2017         | Genewa                     | Ceglana        | Robert Farah       | Jean-Julien Rojer Horia Tecău         | 6:2, 6:7(9), 6–10                   |
| Zwycięzca     | 11. | 6 sierpnia 2017      | Los Cabos                  | Twarda         | Treat Huey         | Sergio Galdós Roberto Maytín          | 6:2, 6:3                            |
| Finalista     | 16. | 27 stycznia 2018     | Australian Open, Melbourne | Twarda         | Robert Farah       | Oliver Marach Mate Pavić              | 4:6, 4:6                            |
| Finalista     | 17. | 18 lutego 2018       | Buenos Aires               | Ceglana        | Robert Farah       | Andrés Molteni Horacio Zeballos       | 3:6, 7:5, 3–10                      |
| Zwycięzca     | 12. | 20 maja 2018         | Rzym                       | Ceglana        | Robert Farah       | Pablo Carreño-Busta João Sousa        | 3:6, 6:4, 10–4                      |
| Finalista     | 18. | 19 sierpnia 2018     | Cincinnati                 | Twarda         | Robert Farah       | Jamie Murray Bruno Soares             | 6:4, 3:6, 6–10                      |
| Finalista     | 19. | 12 stycznia 2019     | Sydney                     | Twarda         | Robert Farah       | Jamie Murray Bruno Soares             | 4:6, 3:6                            |
| Zwycięzca     | 13. | 28 kwietnia 2019     | Barcelona                  | Ceglana        | Robert Farah       | Jamie Murray Bruno Soares             | 6:4, 7:6(4)                         |
| Zwycięzca     | 14. | 19 maja 2019         | Rzym                       | Ceglana        | Robert Farah       | Raven Klaasen Michael Venus           | 6:1, 6:3                            |
| Zwycięzca     | 15. | 28 czerwca 2019      | Eastbourne                 | Trawiasta      | Robert Farah       | Máximo González Horacio Zeballos      | 3:6, 7:6(4), 10–6                   |
| Zwycięzca     | 16. | 13 lipca 2019        | Wimbledon, Londyn          | Trawiasta      | Robert Farah       | Nicolas Mahut Édouard Roger-Vasselin  | 6:7(5), 7:6(5), 7:6(6), 6:7(5), 6:3 |
| Finalista     | 20. | 18 sierpnia 2019     | Cincinnati                 | Twarda         | Robert Farah       | Ivan Dodig Filip Polášek              | 6:4, 4:6, 6–10                      |
| Zwycięzca     | 17. | 7 września 2019      | US Open, Nowy Jork         | Twarda         | Robert Farah       | Marcel Granollers Horacio Zeballos    | 6:4, 7:5                            |
| Finalista     | 21. | 29 lutego 2020       | Acapulco                   | Twarda         | Robert Farah       | Łukasz Kubot Marcelo Melo             | 6:7(6), 7:6(4), 9–11                |
| Finalista     | 22. | 17 października 2020 | Cagliari                   | Ceglana        | Robert Farah       | Marcus Daniell Philipp Oswald         | 3:6, 4:6                            |
| Finalista     | 23. | 7 lutego 2021        | Melbourne                  | Twarda         | Robert Farah       | Jamie Murray Bruno Soares             | 3:6, 6:7(7)                         |
| Zwycięzca     | 18. | 20 marca 2021        | Dubaj                      | Twarda         | Robert Farah       | Nikola Mektić Mate Pavić              | 7:6(0), 7:6(4)                      |
| Zwycięzca     | 19. | 25 kwietnia 2021     | Barcelona                  | Ceglana        | Robert Farah       | Kevin Krawietz Horia Tecău            | 6:4, 6:2                            |
| Zwycięzca     | 20. | 31 października 2021 | Wiedeń                     | Twarda (hala)  | Robert Farah       | Rajeev Ram Joe Salisbury              | 6:4, 6:2                            |
| Finalista     | 24. | 17 kwietnia 2022     | Monte Carlo                | Ceglana        | Robert Farah       | Rajeev Ram Joe Salisbury              | 4:6, 6:3, 7–10                      |
| Finalista     | 25. | 8 maja 2022          | Madryt                     | Ceglana        | Robert Farah       | Wesley Koolhof Neal Skupski           | 7:6(4), 4:6, 5–10                   |
| Finalista     | 26. | 26 lutego 2023       | Rio de Janeiro             | Ceglana        | Marcelo Melo       | Máximo González Andrés Molteni        | 1:6, 6:7(3)                         |

#### Gra mieszana (1–0)
| Końcowy wynik | Nr | Data             | Turniej                    | Nawierzchnia | Partnerka      | Przeciwnicy            | Wynik finału |
| ------------- | -- | ---------------- | -------------------------- | ------------ | -------------- | ---------------------- | ------------ |
| Zwycięzca     | 1. | 29 stycznia 2017 | Australian Open, Melbourne | Twarda       | Abigail Spears | Sania Mirza Ivan Dodig | 6:2, 6:4     |